# Трибохімія
Три́бохі́мія (рос. трибохимия, англ. tribochemistry, нім. Tribochemie f) — розділ механохімії i трибології, що вивчає хімічні та фізико-хімічні перетворення речовин під впливом механічної енергії тертя. На тертьових поверхнях в результаті непружних зіткнень молекул енергія удару частково перетворюється в їх внутрішня енергію або витрачається на створення нестійкого перехідного стану (див. механохімічна активація). Таким чином можна здійснювати селективні хімічні реакції і управляти різними процесами.
Трибохімія вивчає вплив тертя на:
- зміну каталітічних властивостей твердих речовин;
- електрохімічні процеси;
- дифузію — процеси переносу газів у металах і процеси, зумовлені збудженням атомів поверхневих шарів металів при їхній деформації (швидкість дифузії зростає на порядки);
- корозію — в одних умовах відбувається пошкодження і руйнування металів за рахунок хімічних і електрохімічних реакцій з навколишнім середовищем (фреттинг-корозія), в інших умовах мимовільно протікає пасивування металів (внаслідок утворення на їхніх поверхнях плівок важкорозчинних сполук, наприклад, оксидів);
- сорбцію газів твердими речовинами, крекінг нафти та її фракцій;
- полімеризацію продуктів трибодеструкції вуглеводнів і т. д.